# (35212) 1994 RP18
1994 RP18 (asteroide 35212) é um asteroide da cintura principal. Possui uma excentricidade de 0.08021850 e uma inclinação de 1.66587º.
Este asteroide foi descoberto no dia 3 de setembro de 1994 por Eric Walter Elst em La Silla.